# Kłykciny kończyste
Kłykciny kończyste (inne nazwy: brodawki weneryczne, brodawki płciowe, łac. condylomata acuminata) – są to grudki i brodawki skórne, powstające w wyniku przerostu naskórka, a zlokalizowane w okolicy odbytu, kanału odbytu i okolicach narządów płciowych. Należą do grupy schorzeń wywoływanych przez wirusy brodawczaka ludzkiego (ang. human papillomavirus – HPV).

## Patogeneza
Infekcje wirusem HPV są jednym z najczęstszych schorzeń przekazywanych drogą płciową. Do dzisiaj naukowcy zidentyfikowali ponad 100 typów wirusa HPV, z czego około 30 jest przekazywana poprzez kontakty seksualne. Niektóre z tych wirusów stanowią poważny kancerogen, mogący prowadzić do rozwoju raka narządów płciowych, raka szyjki macicy, a zwłaszcza odbytu.

### Typy wirusów
Brodawki płciowe, kłykciny kończyste (łac. condylomata acuminata) najczęściej spowodowane są zakażeniem wirusem HPV 6 i (lub) HPV 11. Rzadziej spotyka się infekcje wirusami HPV 16 i 18. Niekiedy kłykciny mogą być wywołane przez wirusa HPV 2, który zdecydowanie częściej wywołuje zmiany na rękach (brodawki zwykłe, verrucae vulgares).

### Drogi wnikania
Drogi zakażenia wirusami HPV mającymi predylekcję do okolic płciowych:
przenoszenie zakażenia wirusem HPV może nastąpić przez każdy typ kontaktu seksualnego. Stosowanie prezerwatyw zmniejsza ryzyko infekcji o około 75%. Częste są również przypadki autoinfekcji wirusem, z innych okolic ciała (HPV 2).

## Lokalizacja i przebieg
Wiele zakażeń wirusami HPV przebiega zupełnie bezobjawowo (według niektórych badań aż do około 50% wszystkich zakażeń).
U kobiet zazwyczaj występują w okolicy krocza, na wargach sromowych, mogą również występować w okolicach odbytu.
U mężczyzn lokalizują się na wewnętrznej stronie napletka, co często prowadzi do powikłań w postaci stulejki (łac. phimosis) lub załupka (łac. paraphimosis) lub na powierzchni żołędzi (najczęściej w rowku zażołędnym).
W rzadkich przypadkach mogą pojawić się na języku, błonie śluzowej gardła, wargach, krtani.
Nasilenie zmian jest bardzo różne. Od niewielkich zmian brodawkowych do olbrzymich kalafiorowatych tworów (zwłaszcza u kobiet), które mogą obejmować całą okolicę krocza, aż do odbytu (łac. condylomata gigantea).
Ekstremalnym przykładem brodawek płciowych jest postać długo nieleczonych, zaniedbanych, przerosłych kłykcin Buschkego-Loewensteina (łac. condylomata gigantea Buschkhe-Loewenstein). Choroba cechuje się wieloletnim przebiegiem, niszczeniem i naciekaniem okolicznych tkanek. W badaniu histopatologicznym nie stwierdza się natomiast wyraźnych cech atypii, które mogłyby świadczyć o nowotworowym charakterze zmian.

## Diagnostyka
Identyfikacja niewidocznych gołym okiem brodawek może być przeprowadzona przy pomocy kwasu octowego, pod którego wpływem zmiany stają się lepiej widoczne. U kobiet ważne jest przeprowadzenie dokładnego badania ginekologicznego, kolposkopii, w celu stwierdzenia, czy zmiany obejmują błonę śluzową szyjki macicy, gdyż ta okolica narażona jest najbardziej na ewentualne powstanie zmian neoplazmatycznych. Zalecane jest również przeprowadzenie badania cytologicznego, który wykaże ewentualną obecność nieprawidłowych komórek.

## Leczenie
Nieleczone mogą prowadzić niekiedy do poważnych komplikacji, od utrudnień w oddawaniu moczu, do naciekania struktur wewnętrznych włącznie. Kłykciny usposabiają do rozwoju raka kolczystokomórkowego.
Leczenie:
- miejscowe stosowanie maści ze środkami hamującymi podziały komórkowe (cytostatyki, w tym np. 5% maść 5-fluorouracylowa, bleomycyna, cisplatyna, metotreksat).
- krem zawierający podofilotoksynę lub jej alkoholowy roztwór, np. Condyline.
- leczenie indukujące odpowiedź immunologiczną (interferon alfa wstrzykiwany do zmian), leki zawierające imikwimod, np. Aldara.
- chirurgiczne – elektrokoagulacja, krioterapia, laseroterapia CO2; w skrajnych przypadkach częściowa wulwektomia.

W większości przypadków zmiany mają charakter nawracający, a terapia może przynieść tylko czasową remisję, co jest związane z brakiem możliwości całkowitego usunięcia zakażenia. Często jednak usunięcie tylko części zmian prowadzi do całkowitego wycofania się pozostałych.

## Profilaktyka
Dostępna jest szczepionka przeciw HPV, chroniąca także przed większością raków szyjki macicy.